# Irmãs Beneditinas da Divina Providência
As Irmãs Beneditinas da Divina Providência são um instituto religioso feminino de direito pontifício: os membros desta congregação acrescentam ao seu nome a sigla B.D.P..

## História
A congregação foi fundada em Voghera pelas irmãs Maria e Giustina Schiapparoli em 1849. Quando crianças, foram colocadas pelo pai na "Casa delle Benedette" fundada em Pavia por Benedetta Cambiagio Frassinello, com o apoio do bispo local Luigi Tosi. Aqui as duas irmãs receberam a primeira formação e depois permaneceram colaborando no trabalho educativo da santa fundadora. Em 1838 as Schiapparoli seguiram Cambiagio até Ronco Scrivia na nova "Casa della Provvidenza" para meninas abandonadas.
Em 1847, as irmãs Schiapparoli, com o consentimento de Cambiagio Frassinello, deixaram o instituto para retornar à sua terra natal, Voghera, para ajudar seus pais doentes: aqui continuaram a se dedicar à assistência às meninas "pobres e abandonadas", objetivo apostólico de seu instituto de origem, e deu início a um novo instituto que se diferenciava do anterior pelo nome (Beneditinos da Divina Providência), no mais amplo espírito de hospitalidade, na extrema pobreza de meios e imediatamente tomou forma (1849) como instituto religioso, logo recebendo a aprovação canônica (do bispo de Tortona em 1850) perante a família religiosa de Cambiagio Frassinello (1855), com a qual nunca houve laços de subordinação ou colaboração. É provável que o nome "Beneditino" estivesse originalmente ligado ao vínculo entre as Schiapparoli com a Cambiagio, mas esta conexão foi-se perdendo com o tempo, porque já em 1888 o Regulamento da congregação destacava a particular devoção a São Bento, que inspirou também o seu brasão de armas com o lema PAX, próprio da Ordem Beneditina.
A congregação recebeu o decreto pontifício de louvor em 10 de fevereiro de 1936 e foi definitivamente aprovada pela Santa Sé em 25 de outubro de 1943.

## Atividades e difusão
As Beneditinas da Divina Providência dedicam-se à assistência e educação dos jovens, com particular atenção aos pobres, desajustados e em situações de perigo.
Além da Itália, estão presentes na Albânia, Bolívia, Brasil, Guiné-Bissau, Quênia, Índia, México, Paraguai, Romênia: a sede geral fica em Roma.
Em 31 de dezembro de 2005, o instituto contava com 426 religiosas em 79 casas.